# Julija Golubčikova
Julija Aleksejevna Golubčikova (rusko Юлия Алексеевна Голубчикова), ruska atletinja, * 27. marec 1983, Moskva, Sovjetska zveza.
Nastopila je na poletnih olimpijskih igrah leta 2008 in dosegla četrto mesto v skoku ob palici. Na evropskih dvoranskih prvenstvih je osvojila naslov prvakinje leta 2009 in podprvakinje leta 2007. 